# 枚方市立磯島小学校
枚方市立磯島小学校（ひらかたしりつ いそしましょうがっこう）は、大阪府枚方市磯島北町にある公立小学校。枚方市西部に位置し、近くには淀川が流れている。
従来の枚方市立殿山第一小学校・枚方市立高陵小学校の校区を再編し、1973年に開校した。

## 沿革
- 1973年4月1日 - 枚方市立磯島小学校として開校。
- 1975年4月1日 - 校区を一部変更。従来の枚方市立高陵小学校校区の一部を磯島小学校校区へ編入。
- 1999年 - 学校活性化事業推進校に指定される。
- 2000年 - 小学生ボランティア体験推進事業推進校に指定される（2002年度までの3年間）。

## 通学区域
- 枚方市 天之川町、磯島北町、磯島茶屋町、磯島南町、磯島元町、渚内野1丁目・2丁目、渚西1丁目-3丁目、渚南町（一部）、西禁野1丁目。

卒業生は基本的に枚方市立渚西中学校に進学する。

## 交通
- 京阪本線 御殿山駅 南西へ約1km。